# Ногтев, Андрей Иванович
Князь Андрей Иванович Ногтев (ум. 1579) — голова, воевода и боярин во времена правления Ивана IV Васильевича Грозного.
Из княжеского рода Ногтевы. Единственный сын князя Ивана Васильевича Ногтева, упомянутого в дворянах, в 1492 и 1495 годах участвовавших в государевых походах на Новгород, в 1528 году первый воевода в Калуге.

## Биография
В 1547-1548 годах первый воевода войск правой руки в Муроме. В 1549—1550 годах есаул во втором зимнем Казанском походе.
В 1554 году годовал воеводой в Свияжске.
В 1555 году послан первым воеводой войск против шведов, где отличился в шведскую войну (1553—57), когда с незначительными силами заставил шведского адмирала Иоанна Брагге отступить от Орешка (Нотебурга) и овладел судном, вооруженным 4 пушками и защищаемым 150 матросами, которых взял в плен.
В 1556 году первый воевода войск правой руки в походе под Выборг и затем с успехом осаждал его, где сжёг два городских укрепления города. В 1557 году голова при Государе в походе в Серпухов против крымцев.
В 1558 году вновь годовал первым воеводой в Свияжске.
В январе 1560 года во время Ливонской войны послан первым воеводой Сторожевого полка к Алысту и иным порубежным городам, а по взятию города в том же чине послан для завоевания Вильяна. В этом же году пожалован в бояре. В 1561 году воевода войск левой руки на берегу Оки. В 1562 году второй воевода в Дорогобуже.
В ноябре 1563 года второй воевода войск правой руки в государевом походе к Полоцку, который взял приступом. За взятие Полоцка и Озерецка пожалован золотым. В этом же году поручился за князя А. И. Воротынском в 15 тысячах рублей.
В октябре 1564 года первый воевода Сторожевого полка в Великих Луках, а в июле 1565 года там же второй воевода. С сентября 1565 года годовал первым воеводой в Полоцке.
В 1566 году воевода в Василь-городе. В январе-марте 1566 года назван бояриным князя Владимира Андреевича Старицкого. Данное назначение было произведено Иваном Грозным, который заменил всех бояр удельного князя на своих доверенных лиц. В 1570—1573 годах первый воевода в Полоцке.
Осенью 1574 года послан в Муром для городового строения (строил острог), а оттуда направлен вторым воеводой Большого полка против бунтующих казанцев. В 1575 году первый воевода Сторожевого полка в походе под Колывань и его пригородки. После похода направлен воеводой в Псков. В 1576-1579 годах первый воевода в Казани.
Умер 11 февраля 1579 году на воеводстве в Казани. Возможно, что похоронен в Рождественском соборе г. Суздаль, где была их родовая усыпальница.

## Семья
От брака с княгиней-инокиней Евфросиньей, имел детей:
- Князь Ногтев Иван Андреевич — в 1551 году записан во вторую статью московских детей боярских. В 1555 году голова для посылок в походу в Тулу и Коломну. В 1573 году прислан сеунчем к Государю от князя Воротынского с известием о разбитии крымского хана, бездетный.
- Князь Ногтев Даниил Андреевич — голова и воевода, бездетный.